# Erannis intermedia
Erannis intermedia är en fjärilsart som beskrevs av Meves 1914. Erannis intermedia ingår i släktet Erannis och familjen mätare. Inga underarter finns listade i Catalogue of Life.